# La Ligne droite (film, 2011)
Pour les articles homonymes, voir La Ligne droite.
Pour plus de détails, voir Fiche technique et Distribution.
La Ligne droite est un film français réalisé par Régis Wargnier, sorti en 2011. Il traite de l'athlétisme handisport.

## Synopsis
Leïla sort de prison après cinq années d'enfermement. Elle va rencontrer Yannick, un jeune athlète devenu aveugle après un accident. Ce dernier pratique la course malgré son handicap, mais pour courir il doit être relié par un fil à une personne appelée guide. Il propose à Leïla d'être son guide. À travers ce projet, ils vont apprendre à se reconstruire.

## Fiche technique
- Titre : La Ligne droite
- Réalisation : Régis Wargnier
- Scénario : Régis Wargnier et Edwin Kruger
- Production : Jean Cottin
- Musique : Patrick Doyle
- Photographie : Laurent Dailland
- Montage : Simon Jacquet
- Pays de production :  France
- Langue : français
- Format : couleur
- Genre : drame
- Date de sortie :
  - France : 9 mars 2011

## Distribution
- Rachida Brakni : Leïla
- Cyril Descours : Yannick
- Clémentine Célarié : Marie-Claude
- Seydina Balde : Franck
- Thierry Godard : Jacques
- Grégory Gadebois : Vincent
- Romain Goupil : l'éducateur
- Aladji Ba : Aladji
- François Guérin : Jean-Luc

## Tournage
Une des scènes du film a été tournée dans le cimetière de bateaux de Landévennec (Finistère).